# サクラソウ
サクラソウ（桜草、学名：Primula sieboldii）はサクラソウ科サクラソウ属の多年草。日本のサクラソウ類の代表で、日本では北海道南部、本州、九州の高原や原野に分布し、朝鮮半島から中国東北部など極東アジアに分布するが、野生の群落をみることはまれになっている。また埼玉県と大阪府の県（府）花に指定されている。
江戸時代に育種が進み、約300品種に及ぶ品種が作られた古典園芸植物でもある。2019(平成31)年時点では322品種を後述の「さくらそう会」が認定しているが、この中には明治以降の作出品種も含まれる。ニホンサクラソウ（日本桜草）ともいう。また、サクラソウ属植物は世界中に約400種あり、ホザキサクラソウ（Primula vialii） など一部を除くと花の形や草姿に極端な違いがないので、「サクラソウ」を総称とすることが多い。したがって同属の他種が「サクラソウ」と俗称されることがあり注意を要する。園芸店で「サクラソウ」として売られている植物としては西洋サクラソウ（P. polyanthus）、オトメザクラ（P. malacoides プリムラ・マラコイデス）、トキワザクラ（P. obconica プリムラ・オブコニカ）、などがあり、本種は少ない。

## 特徴
自生地では林間の湿性地や原野の草間に生え、ときに群生する。地中に根茎があり、春に発芽して5～6葉を根生し、高さ15～40cmの花茎を直立させ、5～10個の花をつける。葉柄は長く、葉は楕円形でしわが多く、縁に浅い切れ込みがあり、葉や茎に白い軟毛が生える。花は直径2～3cmほどで、花弁が5個に深く裂け、さらに各弁が半分近く裂ける。淡紅色でまれに白花もある。花後、球形の蒴果を結ぶ。新しい根茎は地際にでき、梅雨明けの頃、葉が枯れて休眠する。夏の暑さと乾燥には弱いが、日本の気候風土に合っており、花は美しく清楚である。
芽が動き出す前の2月頃、株分けを行うが、サクラソウの場合は「芽分け」と呼んでいる。江戸時代から続く作業で、鉢の中から全てを取り出し、芽ごとに分けていく。サクラソウは、芽分けによって苗を増やしていく。

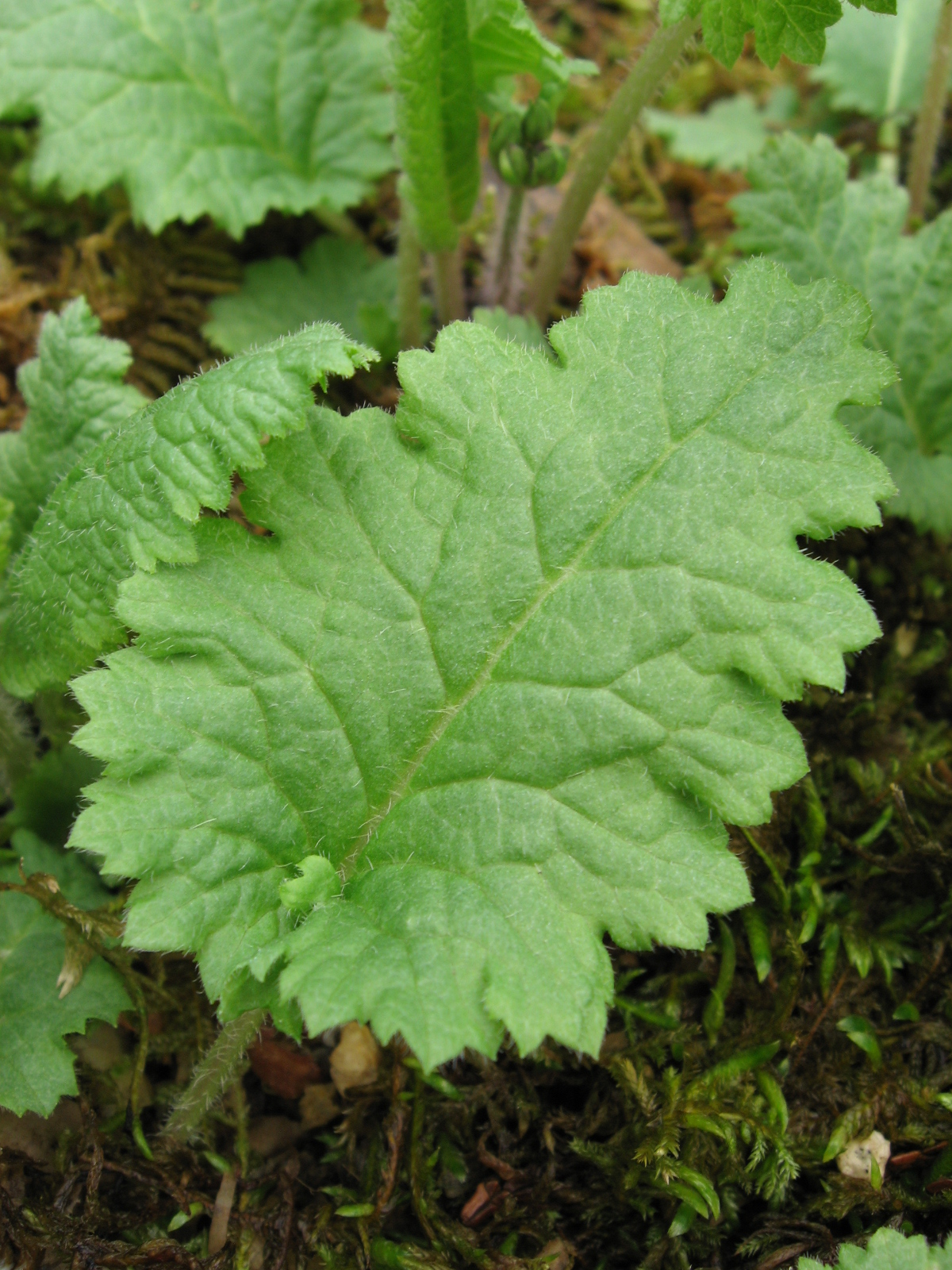
サクラソウの葉
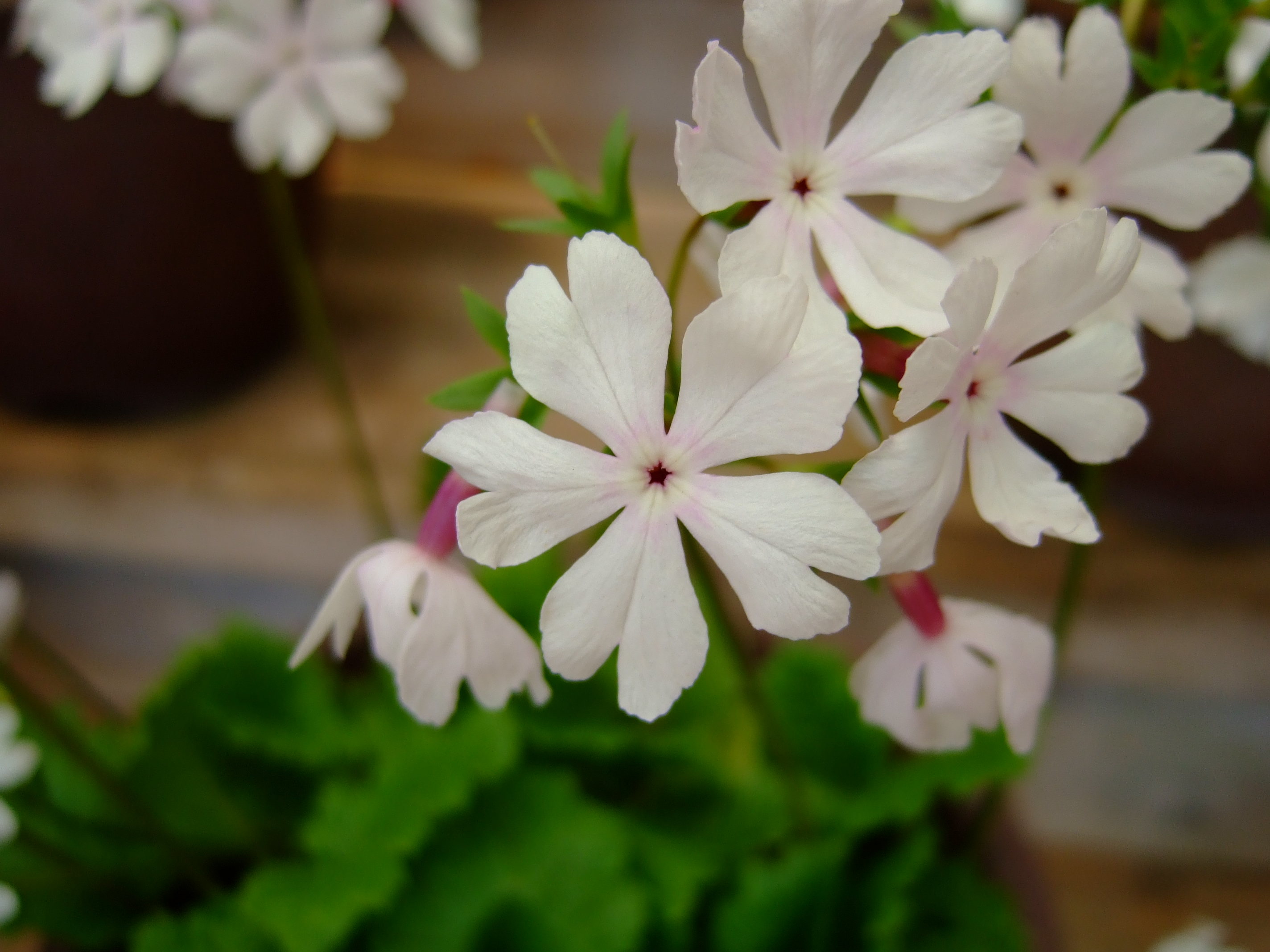
サクラソウの花

## 栽培の歴史
江戸時代の中ごろから、荒川の原野に野生するサクラソウから本格的な栽培が始まり、種子まきを繰り返すうちに、白、桃、紅、紫、絞りなどの色変わりや、大小さまざまな花形の変わり品が生まれ、名称が付けられた。やがて江戸時代後半になると品種数も非常に増え、文化元年（1804年）から新花を持ち寄り品評することが始まった。栽培者は旗本や御家人など武士階級が多く、「連（れん）」と呼ばれる2～3のグループが成立し、新品種の作出を競い合った。文化から天保（1804年～1844年）にかけてがもっとも盛んな時代であった。熱心な女性の愛好家もいて、寒天を流し固めた重箱に一品種ずつ挿し並べて鑑賞したという文献もある。幕末には各地に広まり、文久2年（1866年）にはサクラソウとしては現存最古の番付が発行されている。現在栽培される約300品種のうち、その半数が江戸時代から株分けで伝えられたもので、その花は多様な花型と繊細な花色が特徴で、他の多くの日本の伝統的な園芸植物と共通している。品種ごとに鉢植えで育て、花時には「花壇」と呼ばれる屋根付きの五段構造の展示台に配色よく飾る。鉢は「孫半土（まごはんど）」という、本来食品容器として作られた瀬戸焼の陶器が使われた。これはサクラソウのデリケートな花色をよく引き立てる。
愛好者層が武士中心であったので、明治維新前後には衰退の危機にも見舞われたが、やがて愛好者も増え、新花の作出も再び盛んになった。この頃に生まれた名花にも今に伝えられているものがある。やがて太平洋戦争により、サクラソウの栽培も下火になったが、戦後次第に復興し、昭和31年（1956年）に愛好者のグループである「さくらそう会」が発足、関西にも「浪華さくらそう会」が生まれた。この他全国各地に愛好会ができ、今に続いている。古典園芸植物を代表する存在の一つであるが、それに多い投機的植物のイメージを持たれるのを嫌い「古典草花」と呼ぶこともある。
欧米では植物としてのサクラソウの存在そのものは19世紀から知られ、日本から渡った園芸品種もわずかに栽培されていたが、平成2年（1990年）頃からようやく園芸文化としてのサクラソウが紹介され始めた。平成4年（1992年）にはアメリカで国際プリムラシンポジウムが開催され、世界中からサクラソウ属植物の愛好家、研究者が集まったが、この際に初めて海外に日本のサクラソウ文化が本格的に知られることになった。現在ではアメリカにも愛好会が誕生している。
17世紀から19世紀にかけてベルギーやイギリスのフローリスト（園芸愛好家）によって栽培、育種された園芸植物をフローリスツ・フラワーと呼んでいるが、サクラソウとほとんど同じ時代に、イギリスでもサクラソウ属の植物であるオーリキュラ（Auricula, P. x pubescens）が、カーネーションやチューリップなどと共に育種され、多くの品種が作り出された。オーリキュラは愛好会や展示方法などにサクラソウとの類似点が多い一方、花の美はサクラソウと正反対の方向に改良されている。このサクラソウとオーリキュラの同時的歴史は、欧米のプリムラ愛好家たちにも興味深い史実として知られている。

## 自生地の保護

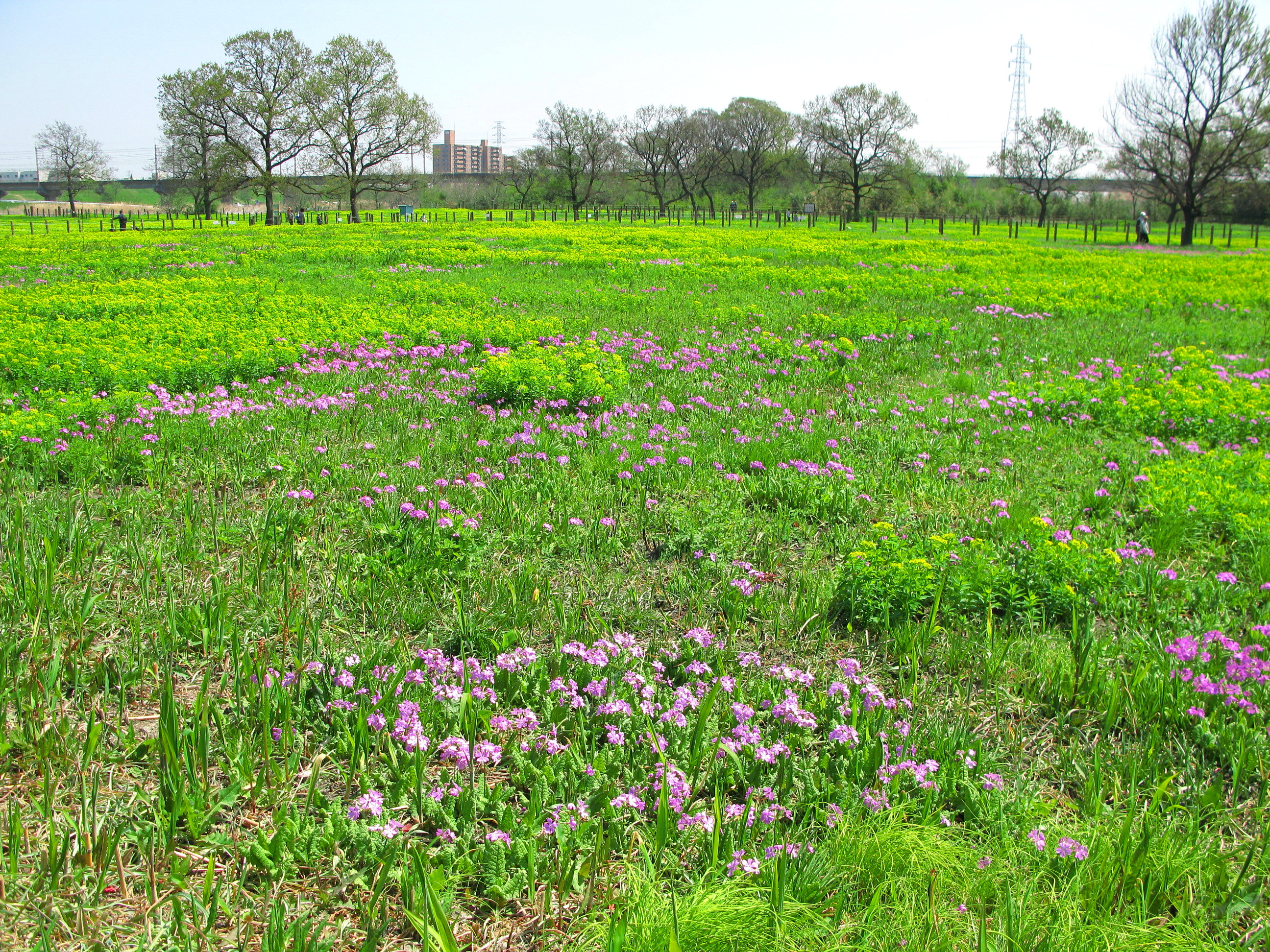
田島ヶ原サクラソウ自生地

埼玉県さいたま市桜区の「田島ヶ原サクラソウ自生地」は国の特別天然記念物に指定されている貴重な群落である（桜区の区名も桜ではなくサクラソウに因んで命名されている）。荒川流域のこの一帯は、下流の戸田ヶ原、浮間ヶ原などとともに、江戸時代からサクラソウの名勝地として人々に親しまれてきた。しかし、度重なる治水工事や工場の開発などによって、原野の植生が変わり、サクラソウの群落も範囲を狭められていった。この群落を守るため、大正9年（1920年）に天然記念物に、昭和25年（1950年）に特別天然記念物に指定された。この間にも第二次世界大戦による食糧不足の時代には周辺が開墾されたり、その後の高度経済成長期には、荒川河川敷の大規模な開発事業により、指定地の近くまで工場やゴルフ場、公園、道路などがつくられた。その結果、指定地の乾燥化を招き、著しく生育環境が悪化した。
群落衰退の危機に対し、旧浦和市内を中心に研究者や愛好者などが、灌水設備などの人為的管理に取り組み、さいたま市になった現在も、生き残った自生地の保護に努めている。4月中旬の花期にはサクラソウまつりが開催され、約10万人の人々が訪れる。
また、上尾市、桶川市の境界を流れる江川が荒川に注ぎ込む付近の低湿地を「荒沢」といい、こちらもサクラソウの自生地である。近年、乱開発が進み、環境が損なわれる可能性があるため、トラスト地として保全をし自生地を守る運動がボランティアの手によって行われている。

## Status
- 準絶滅危惧（NT）（環境省レッドリスト）

2007年8月の環境省レッドリスト見直しによって、保全のための努力が払われた結果、絶滅の危険性が下がったことにより、絶滅危惧II類(VU)からランクが下がった。

## 花言葉
「青春のはじまりと悲しみ」、「早熟と悲哀」、「運命を拓く」、「初恋」
咲く時期が早春で、咲く期間が極めて短いことによる。

## 神話・伝承
- サクラソウ属（西洋サクラソウ、プリムラ）の花を指す英語のprimrose は primerole（最初に咲く花）から転訛したもので、和名も春先に咲く花という意味であり、バラやサクラとは全く関係がない。
- ギリシャ神話では、青年パラリソスが許婚を失った悲しみにやつれ死に、プリムラに変身したと語られる。この話から西洋文芸においては悲しみや死のシンボルに使われる。
- ドイツ中世の文学作品には、祭日に野原でセイヨウサクラソウ（原文でbatonje）を探す少女のことが歌われているが、それは媚薬のような効果をもつと考えられたようである[注 1]。
- ドイツの昔話に、病気の母親と暮らすリスべスという少女の話しがある。リスべスが、病気の母親のためにさくら草を摘みにでかけたところ、花の妖精に出会う。花の妖精は、さくら草の咲いている道の先にお城があることと、お城の門の鍵穴にさくら草を差し込むと扉が開くことを教えてくれた。花の妖精に従いお城に行ったところ、リスべスは花の妖精からたくさんの宝物をプレゼントされた。そしてプレゼントされた宝物を見た母親は病気も治った。このことから、ドイツではさくら草を「鍵の花」と呼んでいる[10]。
- イギリスでは弔花あるいは棺を飾る花であり、春先に咲くことや、薄幸やはかなさとの連想などから花言葉も「青春」あるいは「若者」。また若さにまかせた享楽的生活を比喩的に「サクラソウの道（primrose path）」という。
- 文学的には悲哀を表す花とされている。シェイクスピアの「冬物語」に登場するさくら草は、嫁入りしないで死んでしまう処女の悲劇を表現している[11]。
- ビクトリア朝期の政治家ディズレーリはプリムラを愛したので、彼の命日である4月19日はPrimrose Dayと呼ばれ、市民はこの花を身につけるという。

## 関連人物
- 大澤良